# Palladio (elemento chimico)
Il palladio è l'elemento chimico di numero atomico 46 e il suo simbolo è Pd. È il secondo elemento del gruppo 10 del sistema periodico (collocato tra il nichel e il platino); fa quindi parte del blocco d, ed è un elemento di transizione della seconda serie (5° periodo).
È un metallo raro, di aspetto bianco-argenteo, del gruppo del platino a cui somiglia anche chimicamente: viene estratto principalmente da alcuni minerali di rame e nichel. I suoi usi più comuni sono nell'industria, come catalizzatore, e in gioielleria.

## Caratteristiche
Il palladio non si ossida all'aria ed è l'elemento meno denso e con il punto di fusione più basso di tutto il gruppo del platino. È tenero e duttile dopo ricottura, ma aumenta molto la sua resistenza e durezza se viene lavorato a freddo (incrudito). Il palladio si dissolve lentamente in acido nitrico, acido solforico caldo, e se finemente polverizzato anche in acido cloridrico. In acqua regia si dissolve rapidamente a temperatura ambiente. Gli stati di ossidazione più comuni del palladio sono 0, +2, +3 e +4. Di recente sono stati sintetizzati composti del palladio in cui tale elemento assume stato di ossidazione +6. Tuttavia, fino ad ora non è stata presentata alcuna prova per tale componente.

### Il sistema Pd/H2
A temperatura ambiente il palladio riesce a disciogliere grandi quantità di idrogeno gassoso, formando una soluzione solida di idrogeno nel metallo. La quantità assorbita può arrivare fino a oltre 900 volte il volume di palladio, raggiungendo una composizione formulabile approssimativamente come Pd4H3. Non si tratta però di un composto stechiometrico, ma piuttosto di un idruro metallico interstiziale. Man mano che l'idrogeno viene assorbito la duttilità del metallo non viene meno fino a che la quantità assorbita non è proprio grande; invece, la conducibilità elettrica del metallo scende velocemente e quando poi si raggiunge una composizione corrispondente a Pd2H il materiale diviene un semiconduttore. L'idrogeno assorbito ha notevole mobilità all'interno del reticolo cristallino del palladio e si diffonde rapidamente per tutto il blocco metallico. Stesso comportamento si ha per il deuterio, ma non per altri gas, compreso l'elio. La permeabilità all'idrogeno del palladio permette di ottenere idrogeno puro da altri gas presenti in miscela con esso, i quali non possono attraversare il palladio stesso.

## Applicazioni
Finemente disperso su supporto, il palladio è un ottimo catalizzatore, usato per accelerare reazioni di idrogenazione e deidrogenazione, come nell'industria del petrolio. Altri usi:
- l'oro bianco è una lega d'oro e palladio, nella quale quest'ultimo è aggiunto per decolorare l'oro;
- come l'oro, il palladio può essere ridotto in foglia, con spessore fino a 0,1 μm;
- l'idrogeno (e solo esso, a causa della piccola dimensione) diffonde facilmente attraverso una membrana di palladio: per questo motivo si usa per purificare questo
- i sistemi di commutazione per le telecomunicazioni usano palladio;
- è usato anche in odontoiatria, come componente di alcune leghe nobili utilizzate per la realizzazione di corone e ponti, e in orologeria;
- nell'industria dell'abbigliamento è usato per placcare accessori metallici per calzoleria, per borse e per cinture;
- nelle candele per i motori a scoppio aeronautici;
- per strumenti chirurgici;
- per contatti elettrici;
- alcuni suoi sali sono utilizzati nella fotografia;
- come catalizzatore per il post-trattamento di gas di scarico di motori a combustione interna;
- come catalizzatore in sintesi organica in reazioni di accoppiamento come quelle di Heck, Suzuki, Negishi, Stille o di Buchwald-Hartwig;
- come elettro-catalizzatore in celle a combustibile alcaline per l'elettro-ossidazione degli alcooli;
- come uno degli elementi per la creazione di un vetro ad alto livello di resistenza[5]

## Storia
Il palladio fu scoperto da William Hyde Wollaston nel 1803 contemporaneamente al rodio. Lo battezzò così in onore dell'asteroide Pallade, scoperto due anni prima.
Wollaston trovò il 46º elemento in un minerale grezzo di platino proveniente dal Sudamerica: dissolse il minerale in acqua regia, neutralizzò poi la soluzione con idrossido di sodio e la trattò con cloruro d'ammonio facendo precipitare il platino sotto forma di cloroplatinato d'ammonio. Aggiungendo poi cianuro di mercurio al liquido rimanente formò cianuro di palladio, che riscaldò per eliminare il cianuro e ottenere palladio metallico.
Il cloruro di palladio veniva prescritto in passato come cura per la tubercolosi in dosi di 0,065 grammi al giorno (circa 1 mg per kg di peso corporeo). Questo trattamento aveva grossi effetti collaterali, per cui venne sostituito più tardi da farmaci più efficaci.
L'elemento palladio ha giocato un ruolo essenziale nell'esperimento di Martin Fleischmann e Stanley Pons, noto anche come fusione fredda.

## Reperibilità
Il palladio si trova come metallo libero o in lega con platino, oro e altri metalli del gruppo del platino, in depositi alluvionali negli Urali, in Australia, Etiopia, Nord e Sudamerica; tuttavia la sua produzione commerciale viene per la maggior parte da depositi di rame-nichel in Sudafrica e nell'Ontario: anche se la sua concentrazione in quei minerali è molto bassa, il grande volume processato rende conveniente l'estrazione.

## Isotopi
In natura il palladio è presente in sei isotopi stabili. Tra gli isotopi sintetici il più stabile è il 107Pd con un tempo di dimezzamento di 6,5 milioni di anni, mentre il 103Pd ha un tempo di dimezzamento di 17 giorni e il 100Pd ha un tempo di dimezzamento di 3,63 giorni. Sono stati osservati o creati altri diciotto radioisotopi con numeri di massa che vanno da 93 (93Pd) a 120 (120Pd). La maggior parte di questi ha tempi di dimezzamento minori di mezz'ora a parte il 101Pd (tempo di dimezzamento: 8,47 ore), il 109Pd (tempo di dimezzamento: 13,7 ore), e il 112Pd (tempo di dimezzamento: 21 ore).
Il tipo di decadimento principale prima dell'isotopo stabile più abbondante, il 106Pd, è per cattura K seguita da decadimento beta. Il principale prodotto di decadimento prima del 106Pd è il rodio e subito dopo l'argento.
L'isotopo radioattivo 107Ag è un prodotto di decadimento del 107Pd e fu scoperto nel meteorite di Santa Clara in California, nel 1978. Gli scopritori ipotizzarono che la coalescenza e la differenziazione dei piccoli pianeti con nucleo di ferro poteva essere avvenuta una decina di milioni di anni dopo un evento di nucleosintesi. Le correlazioni fra 107Pd e argento osservati in corpi celesti che sono chiaramente stati fusi dall'accrescimento del sistema solare riflette probabilmente l'esistenza di radionuclidi a breve vita nei primi tempi del sistema solare.

## Il palladio nella cultura di massa
Nella cinematografia recente, il palladio è uno degli elementi utilizzati da Tony Stark nel film Iron Man (2008) per costruire il reattore Arc, un dispositivo in grado di produrre energia, per alimentare un elettromagnete, che tiene lontani dal suo cuore i frammenti metallici di una bomba che l'ha colpito. Il reattore fa anche da fonte energetica all'armatura meccanica che crea e indossa il protagonista del film. Però, col passare del tempo, come si può vedere nel film Iron Man 2, il palladio avvelenerà lo stesso Tony Stark, il quale dovrà trovare un elemento che lo possa sostituire.